# Jean Julien Champagne
Jean Julien Champagne (* 23. Januar 1877 in Paris; † 26. August 1932 ebenda) war ein französischer Alchemist und esoterischer Schriftsteller.

## Leben
Im 20. Jahrhundert war er einer der wenigen Alchemisten. Er gilt neben Eugène Canseliet (1899–1982), Jules Violle (1841–1923), Camille Flammarion (1842–1925) und Hilaire de Chardonnet (1839–1924), als einer der Kandidaten für die wahre Identität Fulcanellis. 
Zu den Schülern von Jean Julien Champagne gehörten Jules Boucher und Eugène Canseliet. Jean Julien Champagne wurde in Paris auf dem Friedhof Arnomeille-les-Gonesses beigesetzt.

### Werke
- Le Mystère des Cathédrales („Das Geheimnis der Kathedralen“), Paris 1926
- Les Demeures Philosophales („Wohnstätten der Adepten“), Paris 1930

### Sekundärliteratur
- Alexander von Bernus: Das Geheimnis der Adepten, Sersheim 1956
- Kenneth Rayner  Johnson: The Fulcanelli phenomenon: the story of a 20th century alchemist, Jersey 1980